# Eletricista (teatro)

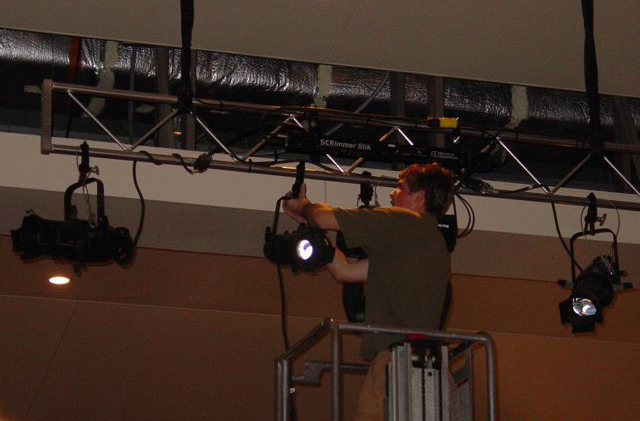
Eletricista a pendurar as luzes.

Em teatro, o termo eletricista é geralmente aplicado àqueles que trabalham com vários aspectos de iluminação.
Algumas das posições entre eletricistas inclui: o supervisor de iluminação, eletricista mestre, eletricista de plataforma, operador de mesa de luzes, programador do movimento das luzes, operador de Followspot, bem como simplesmente eletricistas. Este grupo é geralmente conhecido como o Departamento Elétrico ou Departamento LX. Estes são  responsáveis por receber o plano de iluminação do desiner de iluminação e traduzir o projeto conforme está no papel para a iluminação que será visível ao público na produção final. Em pequenos teatros, muitos desses papéis podem ser preenchidos por uma única pessoa, enquanto que em grandes produções, como aquelas em Broadway, pode existir várias pessoas preenchendo alguns dos papéis.

## Funções

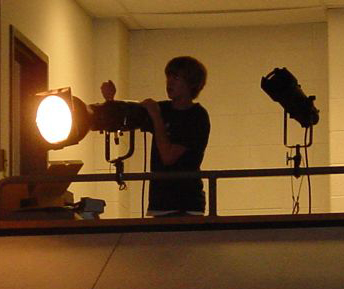
Eletricista focando a luz ao palco.

Eletricistas em teatro são responsáveis por todos os aspectos no projeto de iluminação em uma produção teatral. Eles também podem ser responsáveis pelos efeitos especiais (tais como neblina) e ligar outros aparelhos eléctricos (tais como motores) utilizados na produção.
Eletricistas instalam (penduram), apontam, irradiam e ligam os instrumentos de iluminação ao circuito de energia. Além disso, eles podem adicionar gel para colorir a luz, padrões ou gobos, para criar textura ou luz em imagens, e acessórios que dão ao designer a capacidade de alterar algum aspecto da luz, como scrollers (trocadores de cor) ou efeitos padrão (rotadores gobos).
No passado (e até mesmo em alguns teatros hoje) o Departamento Elétrico foi responsável por toda água e efeitos aquáticos em ou fora do palco (ou seja, chuva, cachoeiras, piscinas, etc.).

## Posições específicas

### Supervisor de Iluminação
Supervisor de Iluminação é o responsável por agir como intermediário entre o designer e equipe elétrica do teatro. Em casos de shows realizados em repertório, os supervisores adaptam-se nos modelos de vários designers e trabalham em conjunto, tendo em conta os limites do  local e dos equipamentos, orçamento e tempo disponível. No caso de montagens novas, eles podem adaptar um design para o equipamento mais recente ou um local diferente do que o projeto foi originalmente criado. Enquanto que em altas produções como Broadway e Off-Broadway um supervisor tem esta posição, o mestre eletricista é muitas vezes responsável por mesmas funções em produções menores.

### Eletricista de Plataforma
Eletricista de plataforma é um membro da tripulação funcionando para uma produção, e é responsável por todos os aspectos de funcionamento da iluminação para o show que acontece por trás dos bastidores. Isso pode incluir coisas como mudança de cor, foco e reajustar as luzes que foram movidas, ligar e desligar  unidades práticas ou conjunto de peças que são eletrificadas e, em alguns locais, ajudando em controle motor ou efeitos. Em guia ou produções musicais esta pessoa também é referido como o Técnico Dimmer, pelo facto de as suas responsabilidades incluir a supervisão e manutenção de racks de dimmer portáteis.

### Eletricista de Produção
Eletricista de Produção, em alguns paises é muitas vezes referido apenas como eletricista, é uma pessoa geralmente contratada por dia ou para o projeto base (trabalhador autônomo), para pendurar circuitos e concentrar as luzes. Uma vez que o show vai para a tecnologia, a carga neste eletricista normalmente irá sair, embora possa ficar em torno de fazer "notas" com o projetista de iluminação, que pode incluir, adicionar, retirar ou reorientar as luzes ou regelificá-las. Mesmo em pequenas produções, normalmente tem existido pelo menos um ou dois destes eletricistas que são supervisionados pelo eletricista mestre.

### Operador de mesa de luzes

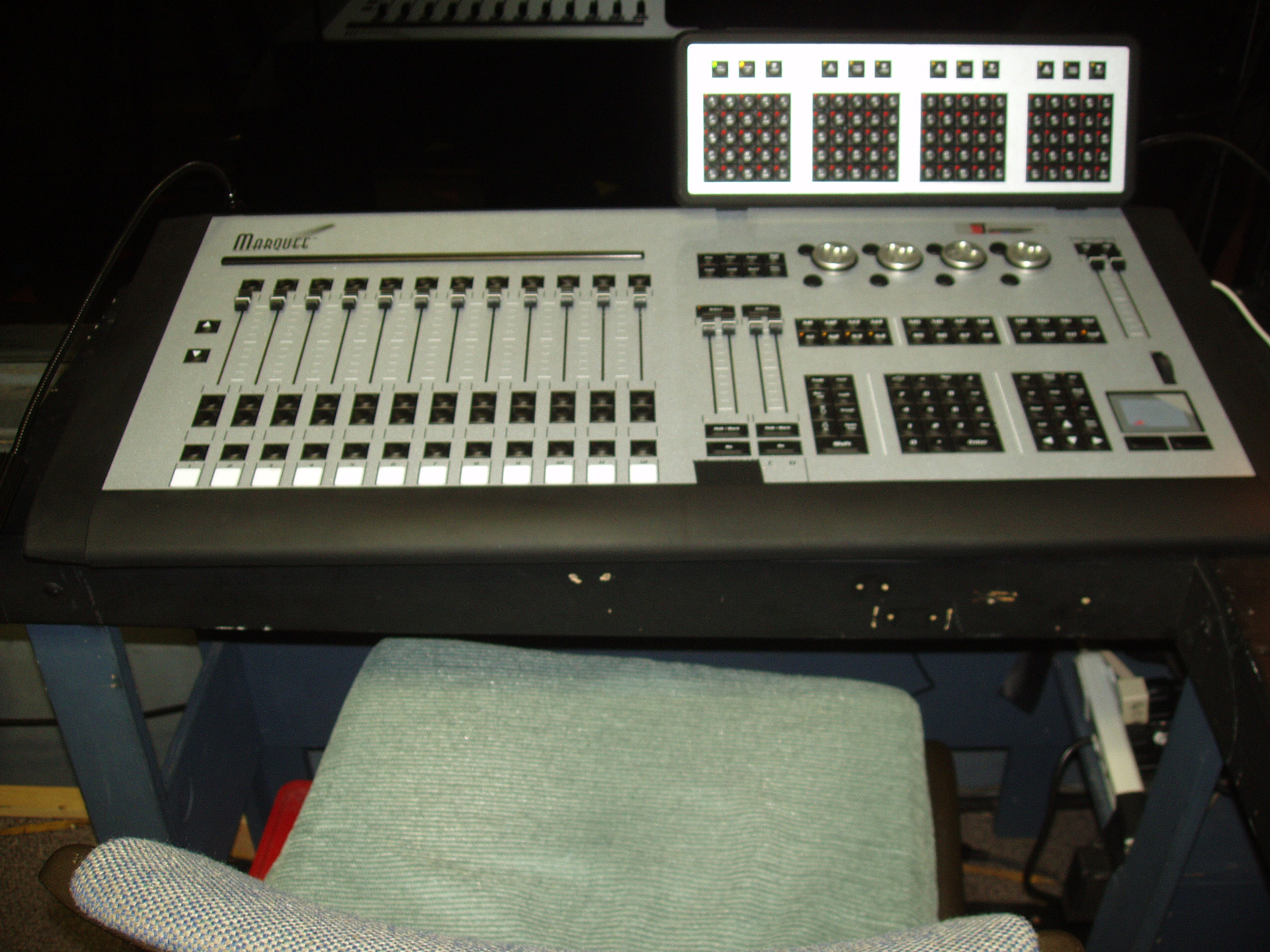
Mesa de iluminação.

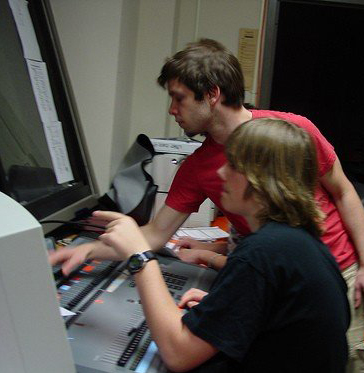
Operadores de mesa de iluminação.

Operador de mesa de luzes ou simplesmente operador de iluminação, é o eletricista que executa  sinais para uma produção. Isto pode variar desde ajustar os níveis de luz de dimmers individuais, como em uma placa de preset em dois cenários simplesmente pressionando um botão "Go" em um conforto controlado por computador. Ele pode precisar de ser capaz de escrever pistas para a sua placa de iluminação, e fazer ajustes rapidamente a para dar conta da falha do equipamento, ou pessoas que estão no local errado. Em alguns eventos ao vivo, como concertos, esta pessoa também pode fazer a criação de pistas e funcionar como um operador e um designer simultaneamente.

### Eletricista Mestre
O eletricista mestre, ou eletricista chefe é o supervisor de todos os outros eletricistas que trabalham em uma produção ou programa.
Este é muitas vezes referido como o Eletricista principal. As suas outras funções incluem:
- Planejamento e implementação do cabeamento (circuitos) de luzes e distribuição de energia elétrica para qualquer show ou produção.
- Inventário, reparação e manutenção de todas luminárias e iluminação do palco, cabos, efeitos, distribuição de energia, dimmers, redes e controle da iluminação.
- Organização e compra de todos os consumíveis, incluindo  géis,  gobos e  fita gaff.
- Documentação e acompanhamento de todo o cenário, circuitos, endereçamento e configuração do sistema em cooperação com o projetista de iluminação.
- Se não houver mesa de iluminação, o mestre eletricista pode precisar de corrigir a mesa de acordo com projetos do L.D..
- Resolver quaisquer problemas ou problemas com o equipamento eléctrico que os eletricistas de plataforma não podem resolver por si mesmos.
- Segurança e saúde dos trabalhadores e as decisões operacionais como chefe do Departamento Elétrico.

### Programador de Iluminação
Programador de Iluminação, é um eletricista familiarizado com a mesa de iluminação a ser utilizada, que se senta ao lado ou em comunicação com o designer de iluminação durante a apresentação tecnológica (espetáculo). Ele é o responsável pela programação nas pistas de iluminação como ditadas a ele pelo designer de iluminação. Isto economiza o tempo do designer e a atenção de usar a mesa, e permite a ele concentrar-se na construção das pistas. Muitas vezes, especialmente em pequenos teatros, esta pessoa é o operador das luzes para o funcionamento da apresentação.

### Programador do movimento das luzes
Programador do movimento das luzes é o eletricista especializado na criação,  de pistas de  luzes em movimento. Em grandes produções e com várias luzes em movimento, pode haver um sistema de controle separado para as luzes em movimento do que a iluminação comum. Algumas destas luzes, além de serem capazes de mudar o foco de um local para outro, pode incluir muitas outras características, tais como cores e padrões. A coordenação destas luminárias pode ser complexa o suficiente para exigir uma pessoa dedicada para programar.

### Operador de Followspot

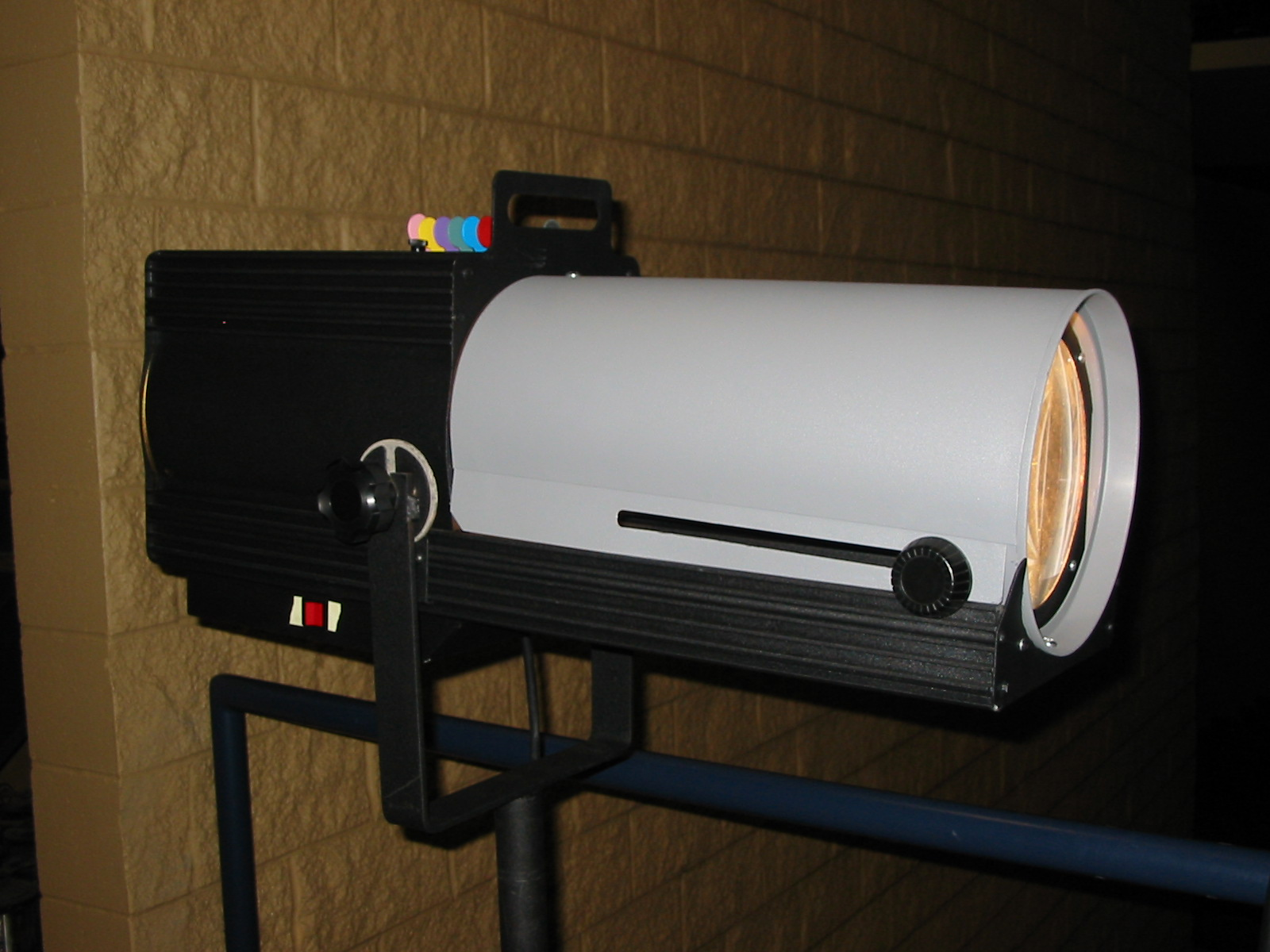
Followspot

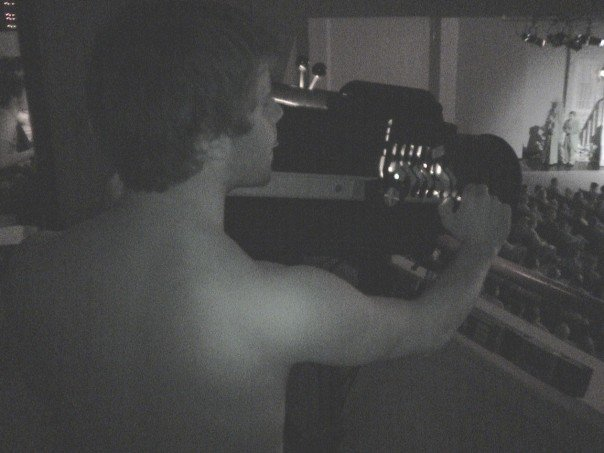
Um operador de Followspot trabalhando.

Operador de Followspot é o eletricista que opera o Followspot (ou projector), em uma produção. Este é um instrumento de iluminação de palco poderosa que projeta um feixe de luz brilhante em um espaço de atuação, que é controlado por um operador que acompanha os atores em torno do palco.
Uma mancha de seguimento também podem ter mecanismos de mudar de cor, bem como uma íris para alterar o diâmetro do círculo da luz projectada. O operador de Followspot pode mudar vários aspectos do feixe de sua unidade simultaneamente. Esta posição é mais comum em teatro musical e concertos do que para o drama.